# Mausoléu de Almeida Júnior
O mausoléu de Almeida Júnior é uma sepultura localizada no Cemitério da Saudade de Piracicaba no interior do estado brasileiro de São Paulo, e guarda os restos mortais do pintor paulista que se destacou com a temática regionalista em suas obras.
Com o falecimento prematuro do artista, em 13 de novembro de 1899, foi edificada uma construção simples que recebeu o corpo do pintor. O conjunto arquitetônico atual foi inaugurado 48 anos depois do seu falecimento, em 13 de novembro de 1947, e foi obra do Conselho de Orientação Artística do estado de São Paulo, Prefeitura Municipal de Piracicaba e dos artistas plásticos, conforme podemos ler um placa afixada no monumento.
A construção é tombada na esfera municipal pelo Decreto n° 9.455, de 04 de maio de 2001, pelo Conselho de Defesa do Patrimônio Cultural de Piracicaba (CODEPAC).

## Almeida Júnior
Nascido em Itu, cidade no interior do estado brasileiro de São Paulo, José Ferraz de Almeida Júnior foi assassinado a golpes de punhal, em Piracicaba, em 13 de novembro de 1899, defronte ao Hotel Central. O autor do crime foi seu primo, José Sampaio.
Seu enterro e sua sepultura foram pagos pela Câmara Municipal de Piracicaba.

## Arquitetura

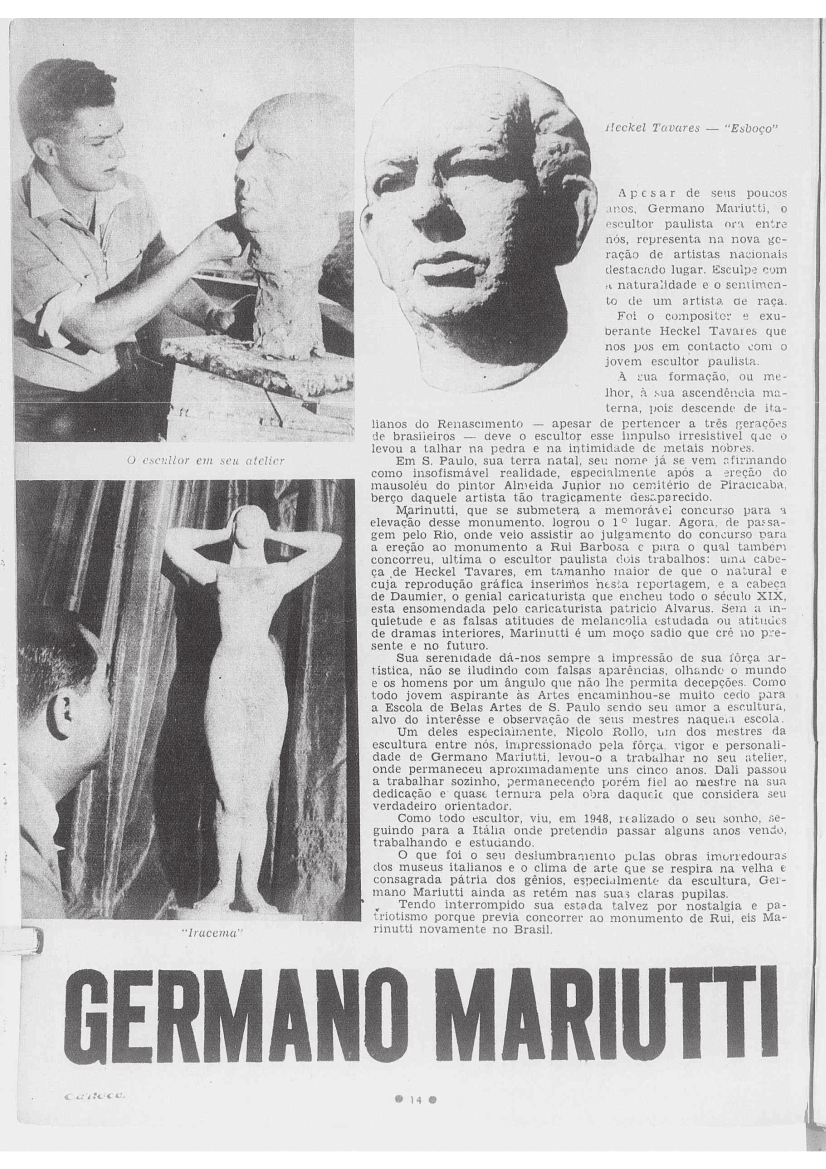
Matéria na revista Carioca de 1948 sobre Germano Mariutti, artista que realizou o mausoléu de Almeida Júnior.

O Conselho de Orientação Artística de São Paulo, promoveu um concurso para artistas brasileiros para a criação do mausoléu de Almeida Junior. No edital do concurso, foram especificados os materiais a serem utilizados, no caso granito e bronze, o valor para elaboração que foi de 55.900,00 cruzeiros e o prazo para entrega visando a inauguração que aconteceria em 13 de novembro de 1947.
O vencedor do certame foi o artista Germano Mariutti que foi aluno do escultor Victor Brecheret, e concebeu um monumento formado por uma alta estrutura em granito onde se encontra a cabeça em bronze do artista e uma escultura na base da construção onde é exibida a bandeira do Brasil e uma paleta estilizada.
O formato da composição sugere se tratar de uma urna, ou altar pagão — mais alto do que largo, em oposição ao altar cristão, cuja horizontalidade é mais enfatizada, à semelhança de uma mesa, no caso, a mesa da Eucaristia — coberto pelo pavilhão nacional — este, com o número de estrelas que apresentava a época e o dístico gravado como Orden e Progresso, conforme a grafia de então — e que tem sobre a referida bandeira uma paleta de pintor coroada, não de louros, mas de ramos de café. Aliás, é bastante engenhosa a disposição dos ramos, pejados de grãos, pois tanto remetem a um coroamento da paleta, como a uma eventual disposição de tintas sobre a mesma. Como se pretendesse afirmar uma série de valores ao mesmo tempo: em primeiro lugar, de que os ramos de café, símbolo da riqueza do Estado de São Paulo de então, equivaleriam, se não suplantariam, os louros tradicionais, clássicos, enquanto emblemas da glória e da imortalidade, a que fazia jus o pintor; em segundo lugar, sugerindo tintas, de que Almeida Júnior era eminentemente um pintor paulista, um retratista de sua gente, paisagens e valores, cujas cores eram inspiradas diretamente na natureza rica do Estado. Por fim, há a questão da bandeira, confirmando ser o pintor um artista nacional e, mais do que isto, o maior de todos. Pois não só o pavilhão da Pátria recobria, enlutado, seus restos mortais, como sua arte, na paleta coroada “à paulista”, alçava-se sobre ele.
No patamar mais alto da estrutura, que serve de base para o busto de Almeida Júnior, encontramos as seguintes frases talhadas em três partes:
Paulista na Sensibilidade
Brasileiro na Arte

Universal no Gênio
Essas frases também foram escolhidas por meio de concurso e traduzem o carácter regionalista da arte do pintor e sua importância no cenário das artes plásticas. Importância que se reflete no fato de que o dia 8 de maio, data de nascimento de Almeida Júnior é considerado o dia do Artista Plástico no Brasil.

### Roubo
A paleta em bronze adornada com ramos de café que remetem à profissão do artista e a seu estado de nascimento, faz parte do conjunto escultórico e repousa sobre o pavilhão nacional, foi furtada e uma réplica foi construída pelo artista Eduardo Borges, em dezembro de 1999, conforme podemos verificar na assinatura da obra.